# ダオダ・マラム・ワンケ
ダオダ・マラム・ワンケ（Daouda Malam Wanké, ? - 2004年9月15日）は、ニジェールの軍人。1999年4月のクーデターで、一時的に政権を握った。
生年月日についてはよく分かっておらず、1954年とする見方が有力であるが、1946年とする情報も一部にある。
首都ニアメの近郊のエルー生まれ。軍人となり、着々と昇級を重ね、大統領警護隊の隊長にまでなった。大統領警護隊隊長かつ少佐だった1999年4月9日、クーデターを起こし、大統領のイブライム・バレ・マイナサラを殺害した。クーデターの動機は、同年2月に行なわれた地方議会選で野党が勝利したことをマイナサラが容認せず、議会選のやり直しを決定したことであった。マイナサラ自身もクーデターで政権を握った人物だったが、このクーデターの後の2日間、政治的空白が生まれることとなる。当時の首相であったイブライム・ハッサン・マヤキなどが大統領職就任を主張したが、4月11日、ワンケは軍事政権国家和解評議会の樹立を宣言し、その議長(国家元首)に就任し、早期の民政移管と、同年末までに総選挙を実施することを公約した。
ワンケの公約は果たされ、10月17日に大統領選第一回投票が、次いで11月24日に大統領選決選投票と議会選が実施された。大統領選では社会発展国民運動(MNSD)のタンジャ・ママドゥが勝利、議会選でもMNSDが第一党となった。同年12月22日を以て国家和解評議会は解散され、ママドゥが大統領に就任、民政に移管した。
晩年のワンケは心臓病などの健康不安を抱えており、治療のためモロッコ、リビア、スイスへと渡ったが、2004年9月15日、妻と3人の子供を残し、ニアメで死去した。